# Барзиловица
Барзиловица је насеље у градској општини Лазаревац у граду Београду. Према попису из 2022. било је 757 становника.

## Положај села
Барзиловица је у доњој долини Оњега, на десној његовој страни а на побрђу које се доста стрмо спушта од стубичкога виса прем Оњегу. Положај насеља је окренут југу, а висовима на северној страни заштићено је од хладног и сувог северног ветра. Сеоски потес се граничи према Брајковцу Путним Брдом, потоком Кривајом и поточићем Плачковцем, који, источно од Криваје, утиче у Оњег. Одатле граница иде на север у правцу Дебелог Брда, на Мали Вис, Стубички Вис, Гавански Рт и косу Маџарац. Западну границу чини Црна Река до њеног ушћа у Оњег.
Куће су на странама побрђа, подигнуте високо изнад уских долина сеоских потока. Мање има кућа на алувијалној равни Црне Реке и Оњега. Насеље је разбијеног типа и дели се на крајеве – Мали и Велики Крај до Чибутковице, крај Богдановица у долини Криваје и крајеви на побрђу Суботино Брдо, Маринковића Брдо и Дулинац. У крају Суботином Брду су куће родова Матијашевића и Миловановића а у Дулинцу Миловановића и Вуковића.

## Воде
Село обилује здравом планинском водом. Осим мањих безимених извора знатнији су ови: Змајевац под Гаванском Ртом, Чанчић више Змајевца и Студенац у шуми Студенцу. Пошто су ови извори у долинама потока и река, а куће по странама и косама побрђа, изворска вода је прилично удаљена од кућа и доста се тешко доноси за домаће потребе. Због тога се копају бунари по странама брда, па када се појави вода онда се бунар озида и ту подижу куће. Сви бунари имају добру воду и не пресушују.Сеоски потоци и речице су десне притоке Оњега: Плачковац, Криваја, Каменица, Слепак, Црна Река и Милованац који утиче у Црну реку. Слепак и Милованац лети пресушују. Испод Гаванског Рта је издан Гаванска Бара.

## Земље и шуме
Њиве и ливаде су на местима: Оњегу, Бабином Гробу, који је поред пута до Брајковца, Гају, Парлогу, Лисини, Глоговцу, Вознику, Маџарцу недалеко од цркве, Студенцу и Витковици у Плочнику, Гаванском Рту, Оглавку, Криваји, Плачковцу и Црној Реци.
Шуме су на овим местима: Медвеђем Рту, Пољанском Рту, Јеличића Рту, Шупљанском Рту, Танком Рту и на Јастрепцу.
Зајеничка сеоска шума је у Студенцу и у Витковици. Појединци имају приватне шуме („забране“) у долинама сеоских потока.

## Старине у селу
На Оглавку, недалеко од Оњега, има два стара гробља, једно од другог су удаљена до 200 метара. По предању једно гробље је било српско, а друго маџарско.
Код Вуковића кућа има једна затрпана рупа, за коју се казује да је ту била нека стара црква, од које данас нема, осим рупе, других трагова.
За извор Змајевац се казује да му је била јака вода, да су га Маџари, кад су одлазили из Србије, затварали сланином и губерима, па је због тога умањио воду.
За Сватовско Гробље, које је у планини, казује се, да су се на том месту сусрели двоји сватови, потукли се и изгинули, па су на том месту и сахрањени.

## Подаци о селу
Данас у селу има два гробља; једно је код Крстова а друго је поред Парлога. Литија се носи на Други дан Духова. Сеоска заветина се држала о Младенцима а сада се не држи.
Најстарији писани спомен о овом насељу је из 1723. године, па се затим помиње 1734. и 1811. године. У њему је било 1818. године 43 куће, 1822. године 49 кућа а 1844. године 57 кућа и 389 становника. Данас у селу има 26 родова са 176 кућа.

## Јавни превоз
Јавни превоз ослоњен је на аутобусе интегрисаног тарифног система, и то на линије 180 (Лазаревац — Брајковац — Дудовица) и 180А (Лазаревац — Брајковац).

## Демографија
У насељу Барзиловица живи 736 пунолетних становника, а просечна старост становништва износи 44,0 година (42,9 код мушкараца и 45,1 код жена). У насељу има 272 домаћинства, а просечан број чланова по домаћинству је 3,22.
Ово насеље је великим делом насељено Србима (према попису из 2002. године).
|  |

| Демографија | Демографија | Демографија |
| Година      | Становника  | Становника  |
| ----------- | ----------- | ----------- |
| 1948.       | 1.144       |             |
| 1953.       | 1.127       |             |
| 1961.       | 1.108       |             |
| 1971.       | 1.101       |             |
| 1981.       | 1.041       |             |
| 1991.       | 1.040       | 1.015       |
| 2002.       | 877         | 890         |

| Етнички састав према попису из 2002.‍ | Етнички састав према попису из 2002.‍ | Етнички састав према попису из 2002.‍ | Етнички састав према попису из 2002.‍ | Етнички састав према попису из 2002.‍ |
| ------------------------------------ | ------------------------------------ | ------------------------------------ | ------------------------------------ | ------------------------------------ |
|                                      |                                      |                                      |                                      |                                      |
| Срби                                 | Срби                                 |                                      | 875                                  | 99,77%                               |
| Црногорци                            | Црногорци                            |                                      | 1                                    | 0,11%                                |
| непознато                            | непознато                            |                                      | 1                                    | 0,11%                                |

| Година пописа     | 1948. | 1953. | 1961. | 1971. | 1981. | 1991. | 2002. |
| ----------------- | ----- | ----- | ----- | ----- | ----- | ----- | ----- |
| Број домаћинстава | 226   | 229   | 257   | 275   | 277   | 318   | 272   |

| Број чланова      | 1  | 2  | 3  | 4  | 5  | 6  | 7  | 8 | 9 | 10 и више | Просек |
| ----------------- | -- | -- | -- | -- | -- | -- | -- | - | - | --------- | ------ |
| Број домаћинстава | 46 | 73 | 44 | 40 | 31 | 28 | 10 | 0 | 0 | 0         | 3,22   |

| Пол    | Укупно | Неожењен/Неудата | Ожењен/Удата | Удовац/Удовица | Разведен/Разведена | Непознато |
| ------ | ------ | ---------------- | ------------ | -------------- | ------------------ | --------- |
| Мушки  | 376    | 117              | 238          | 13             | 8                  | 0         |
| Женски | 386    | 58               | 239          | 76             | 13                 | 0         |
| УКУПНО | 762    | 175              | 477          | 89             | 21                 | 0         |

| Пол    | Укупно                    | Пољопривреда, лов и шумарство | Рибарство                            | Вађење руде и камена | Прерађивачка индустрија       |
| ------ | ------------------------- | ----------------------------- | ------------------------------------ | -------------------- | ----------------------------- |
| Мушки  | 195                       | 37                            | 0                                    | 37                   | 49                            |
| Женски | 81                        | 25                            | 0                                    | 5                    | 9                             |
| УКУПНО | 276                       | 62                            | 0                                    | 42                   | 58                            |
| Пол    | Производња и снабдевање   | Грађевинарство                | Трговина                             | Хотели и ресторани   | Саобраћај, складиштење и везе |
| Мушки  | 22                        | 18                            | 3                                    | 3                    | 16                            |
| Женски | 4                         | 2                             | 6                                    | 5                    | 4                             |
| УКУПНО | 26                        | 20                            | 9                                    | 8                    | 20                            |
| Пол    | Финансијско посредовање   | Некретнине                    | Државна управа и одбрана             | Образовање           | Здравствени и социјални рад   |
| Мушки  | 0                         | 0                             | 3                                    | 0                    | 2                             |
| Женски | 0                         | 0                             | 2                                    | 9                    | 8                             |
| УКУПНО | 0                         | 0                             | 5                                    | 9                    | 10                            |
| Пол    | Остале услужне активности | Приватна домаћинства          | Екстериторијалне организације и тела | Непознато            | Непознато                     |
| Мушки  | 5                         | 0                             | 0                                    | 0                    | 0                             |
| Женски | 2                         | 0                             | 0                                    | 0                    | 0                             |
| УКУПНО | 7                         | 0                             | 0                                    | 0                    | 0                             |